# Vitrac (Dordogne)
Vitrac is een gemeente in het Franse departement Dordogne (regio Nouvelle-Aquitaine) en telt 824 inwoners (2005). De plaats maakt deel uit van het arrondissement Sarlat-la-Canéda.

## Geografie
De oppervlakte van Vitrac bedraagt 14,3 km², de bevolkingsdichtheid is 57,6 inwoners per km².
De onderstaande kaart toont de ligging van Vitrac (Dordogne) met de belangrijkste infrastructuur en aangrenzende gemeenten.

## Demografie
Onderstaande figuur toont het verloop van het inwonertal (bron: INSEE-tellingen).

## Bezienswaardigheden
- Kasteel van Montfort (Dordogne)